# Tecnica
La tecnica (dal greco τέχνη [téchne], "arte" nel senso di 'perizia', 'saper fare', 'saper operare') è l'insieme delle norme applicate e seguite in un'attività, sia essa esclusivamente intellettuale o anche manuale.
Tali norme possono essere acquisite empiricamente in quanto formulate e trasmesse dalla tradizione, ad esempio nel lavoro artigianale, o applicando conoscenze scientifiche specializzate e innovative quando si verifica il passaggio dalla manifattura alla produzione industriale.
La tecnica implica l'adozione di un metodo e di una strategia nell'identificazione precisa degli obiettivi e dei mezzi più opportuni per raggiungerli.

## Scienza e tecnica
La scienza è strettamente legata alla tecnica e alla tecnologia dal momento che le conoscenze scientifiche sono prese in prestito dalle scienze applicate per la progettazione e realizzazione di oggetti, strumenti, opere e infrastrutture; viceversa la tecnica offre alla scienza strumenti di indagine scientifica (strumenti di misura e osservazione) sempre più avanzati, che consentono l'evoluzione delle conoscenze scientifiche. Scienza e tecnica sono dunque fattori indissolubili di parte del progresso della società noto come progresso tecnico e scientifico, favorito a sua volta da processi di ricerca scientifica e tecnologica.

## Tecnica e diritto
La praticità del diritto esprime quali sono le forze sociali prevalenti in un dato periodo storico nel conflitto con altre forze (ad esempio: il capitalismo, il comunismo, le istanze democratiche, le istanze cristiane etc.), tutte utilizzanti in modo servile lo strumento della tecnica (intesa come scienza moderna affrancata dalla tradizione secolare) nella ricercata realizzazione dei rispettivi scopi (che nel capitalismo ad esempio e' la massimizzazione del profitto).
Nondimeno, detto rapporto strumentale tra le forze sociali suddette e la tecnica si inverte allorché il conflitto tra le forze sociali antagoniste (ad esempio: il capitalismo contro il comunismo etc.) raggiunge una intensità tale da richiedere alla forza che intende prevalere di retrocedere la propria posizione ad una funzione servile a favore della tecnica (che da strumento diventa scopo).
Pertanto, tra le suddette forze sociali in conflitto prevarrà sempre quella disponibile a potenziare piu' delle altre (anche all'infinito) la strumento della tecnica e lo scopo speculare della stessa: perpetuare gli scopi moltiplicando all'infinito le risorse.
Dalla fine del Settecento, invero, i diritti della persona sono divenuti l’asse portante dei modelli di Stato moderno: l’impianto dei diritti si sta trasformando, per lo sviluppo delle tecnologie (nei processi penali, civili etc.) e di internet (acquisti online, Facebook etc.), ed emergono problemi relativi all’ampliamento del dibattito e delle informazioni sui diritti, e sull’emersione di nuovi diritti nell’impatto sui diritti tradizionali, anche per lo sviluppo della bioetica.

## La tecnica nella storia della filosofia

### Origini
Il concetto greco di τέχνη (téchne) è molto antico e in origine veniva usato per indicare una prerogativa degli dèi di cui è stato fatto dono agli uomini per sopperire alla loro intrinseca debolezza. È importante sottolineare che le divinità possedevano le tecniche non perché le avessero apprese o inventate, bensì perché a loro sostanziali: Efesto e Atena esercitavano le technai perché esse si identificavano con loro.
Con il passare del tempo, la divisione del lavoro e la nascita di nuovi mestieri all'interno delle comunità, il problema divenne preminente e il concetto stesso di techne si ampliò progressivamente. Le tecniche, da prerogativa divina, diventano invenzione umana: così appare infatti nelle opere di Senofane, Eschilo, Sofocle. A propendere verso questa considerazione positiva delle tecniche vi è anche il fatto che in Grecia e ad Atene in particolare vi fu l'affermazione di una nuova classe sociale di artigiani (démiourgoi), il cui peso politico si accrebbe progressivamente, anche grazie allo sviluppo degli scambi commerciali. Le technai iniziarono così ad avere una propria autonomia, e tra esse spiccano per importanza l'aritmetica, la geometria e la medicina. Proprio l'arte ippocratica fornisce il più interessante modello teorico di metodo (hodós), in cui ogni nuova scoperta utile tiene conto delle precedenti, a cui è legata e dalle quali è resa possibile. Essa inoltre restringe il proprio campo all'osservazione, e riconosce l'importanza della correggibilità della tecnica, quale mezzo per poter distinguere tra corretto e scorretto.
Non mancavano però posizioni contrarie e ostili alle technai. Tra esse spiccano la scuola eleatica e il suo esponente Melisso di Samo, secondo il quale esse negavano l'unità e l'omogeneità dell'essere. Né d'altra parte l'affermazione della medicina come techne autonoma scardinava le superstizioni che parlavano di malattie divine, curabili solo attraverso incantesimi: a conferire forza a questi argomenti era il fatto che se il malato guariva il merito veniva attribuito alla magia, se invece moriva si trattava di una manifestazione della volontà del dio.

### La tecnica della retorica
Specialistiche tecniche dialettiche dell'argomentare (cioè dimostrare, attraverso passaggi logici rigorosi, la verità di una tesi) e del confutare (cioè dimostrare logicamente la falsità dell'antitesi, l'affermazione contraria alla tesi) erano già state utilizzate da Zenone all'interno della scuola eleatica, ma fu soprattutto con i sofisti che esse si affermarono e si affinarono. La dialettica divenne una disciplina filosofica essenziale e influenzò profondamente la retorica, ponendo l'accento sull'aspetto persuasivo dei discorsi, fino a scadere nell'eristica.
A coloro infatti che obiettavano di quale sapere fossero sapienti i relativisti sofisti essi rispondevano che non insegnavano cultura, verità, ma quelle conoscenze che sono più capaci di produrre utilità e piacere nell'individuo.
Ed è proprio questo che richiedevano gli arricchiti ateniesi desiderosi di fare carriera politica, di potersi difendere con efficacia nei tribunali.
Essi insegnavano una "techne", un sapere particolare che era "l'arte del vivere bene" che si possedeva col "rendere più forte il discorso più debole", con la retorica.
La virtù con i sofisti non dipendeva più dalla nascita ma dal sapere tecnico accessibile a tutti quelli che potevano pagarselo. Essi superavano l'antico ideale aristocratico e guerriero del bello e del buono (kalokagathia), della forza fisica e del valore, e per questo furono avversati dai regimi conservatori e benpensanti scandalizzati dall'insegnamento a pagamento di una educazione che prima si trasmetteva di padre in figlio. e che ora era fatta di regole pratiche applicate alla parola. La tecnica sofistica, voleva ricongiungere il sapere alla pratica della vita.
Affermava Protagora nel dialogo platonico a lui dedicato:

### Il paradigma socratico-platonico
Il concetto di techne diventa centrale nella filosofia socratico-platonica. Socrate, figlio di un artigiano e artigiano egli stesso, si era dimostrato fiducioso nei confronti dei tecnici: in un noto passo della Apologia, il filosofo riferisce di aver interrogato gli uomini politici, i poeti e infine gli artigiani o démiourgoi, e solo questi ultimi hanno evidenziato delle reali capacità e conoscenze, ma limitate al loro specifico campo professionale. Il démos ha quindi una sua dignità e una sua cultura. Con il riferimento alle tecniche si spiega la genesi della tesi secondo cui la virtù è una scienza e il filosofo ha lo scopo di indagare la possibilità di un sapere tecnico nel campo della morale e della politica.
La techne ricoprirà così un ruolo fondamentale anche nei dialoghi di Platone, e in particolare negli scritti giovanili, dove esse vengono additate come modello epistemologico per eccellenza.
(G. Cambiano, Platone e le tecniche, Laterza, Bari 1991, p. 67)
La tecnica circoscrive in modo chiaro e riconoscibile il proprio oggetto, ed è perciò il modello epistemologico a cui si rifà anche il filosofo. Ciò diventa ancora più evidente nella contrapposizione della filosofia con la poesia e la retorica, le quali invece non sono in grado di restringere il loro oggetto. Dice infatti Socrate ai sofisti Gorgia e Polo, a proposito della retorica:
(Gorgia 463a-b)
La retorica, cardine dell'insegnamento sofistico, non è una techne ma una forma di adulazione, paragonabile in tutto e per tutto alla culinaria e alla cosmesi, e per questo non buona ma cattiva. Discutendo con il sofista di Leontini, Socrate dimostra che questi non è in grado di dire quale sia l'oggetto del proprio insegnamento, ma anzi dà consigli nell'assemblea su cose che non conosce, muovendosi sempre e solo nel campo dell'opinione (doxa). E così anche alla poesia viene negato il titolo di "arte", nonostante le rimostranze del rapsodo Ione:
(Ione 541e)
La medesima concezione positiva della tecnica si ritrova infine in Aristotele, il quale però, in polemica con il maestro, ascrive al campo delle téchnai anche la poesia e la retorica: esse rientrano tra quelle attività umane governate razionalmente, che consistono in una sequenza di operazioni finalizzate al conseguimento di una forma compiuta, e che in questo modo imitano il processo di generazione naturale. Presentando la tragedia e la poesia in generale come mimesis della natura, lo Stagirita ne riconosce l'intrinseca bontà liberandosi così delle obiezioni di Platone.

### Età moderna
Solo nel Seicento ha inizio la tecnica nel senso moderno, non più contrapposta alla "vera" scienza, ma parte integrante di essa. Nei secoli successivi, ed almeno fino ai primi del Novecento, la tecnica viene alternativamente vista in una luce positiva (Illuminismo, Positivismo), o negativa (Romanticismo, Idealismo). È noto che il Positivismo, specie nella formulazione di Comte, affida agli scienziati il ruolo di guide della società, e prevede uno sviluppo della società in 3 stadi (teologico, metafisico, positivo), alla fine del quale tutta l'umanità approderà alla scienza come sua unica guida, anche in senso spirituale. Secondo Marx, che su questo tema appare vicino al Positivismo, grazie alla tecnica l'umanità potrà progressivamente liberarsi dalla servitù del lavoro, delegando alle macchine lo "scambio organico con la Natura" in cui consiste la civilizzazione.
Gli avversari della tecnica (prevalentemente letterati, come Leopardi, Tolstoj o D. H. Lawrence) le rimproverano di produrre un mondo volgare e senz'anima. In entrambi i casi la tecnica viene identificata con il progresso e l'industrializzazione. Poi, nel quadro dell'irrazionalismo filosofico e della "crisi dei fondamenti" di fine secolo, si va oltre l'alternativa accettazione/rifiuto. Già in Schopenhauer, poi in Emerson, Nietzsche e Bergson si afferma una concezione pragmatica del pensiero, dove il "conoscere" è un "fare", rivolto essenzialmente alla soddisfazione di bisogni (individuali e sociali). In questa ottica la tecnica assume sempre più nettamente il significato di tecnologia e si impone come l'esito necessario della conoscenza, quando questa si sia liberata dalle pastoie della metafisica (e per alcuni della religione). La "morte di Dio" apre così l'epoca del nichilismo attivo, dove l'umanità utilizzerà consapevolmente le forze della Terra in direzione del dominio sulle cose. L'alternativa a questo resta la filosofia dei giorni formulata nel saggio Le opere e i giorni di Emerson.

### Il Novecento
Il panorama culturale di inizio secolo, specie quello tedesco, è impegnato in una indagine critica sul senso della tecnica e della modernità in generale. Sulla scorta di Nietzsche si apre una nuova riflessione. Il concetto-guida è quello di "nichilismo", identificato in vari modi con la tecnica, ed assunto come destino della civiltà occidentale. L'antitesi spengleriana tra "Kultur" e "Zivisation", la profezia weberiana sul "disincanto del mondo" e l'avvento della "gabbia d'acciaio" burocratico-tecnologica, oppure le pessimistiche riflessioni di Freud sul disagio della civiltà moderna, sembrano identificare le linee di fondo della modernità con la decadenza e quest'ultima con l'avvento generalizzato della tecnica.
In particolare Max Weber identifica la tecnica con il dominio del "pensiero calcolante", tema poi ripreso da Heidegger. La novità di queste posizioni risiede nella accettazione della tecnica come destino inevitabile ed improcrastinabile della civiltà moderna, che ne fa l'aspetto caratterizzante della nostra epoca.
Gli anni della Repubblica di Weimar sono duri per la Germania; una sensazione generale di fallimento e di crisi, unitamente alla volontà di riscatto dell'umiliazione subìta a Versailles, accentuano le tendenze reazionarie di una parte della cultura. Autori come Ernst Jünger o Mõller van der Bruck, raccoltisi negli anni '20 intorno al gruppo della cosiddetta "Rivoluzione conservatrice", rilanciano la tecnica e la tecnologia come "forze nuove", che devono essere usate senza pregiudizi al servizio della potenza tedesca.
In Junger l'esaltazione delle forze primordiali e barbariche della "giovane razza tedesca" si uniscono al vagheggiamento di un mondo aristocratico, basato sui valori della tradizione e della eccellenza. Questo inedito cocktail di esaltazione tecnologica e primitivismo sta anche alla base del Futurismo italiano, soprattutto nella elaborazione di Filippo Tommaso Marinetti.
Per restare in Germania, Edmund Husserl vede nella concezione oggettivistica della Natura, impostasi a partire da Galileo Galilei, la causa della crisi che avvolge la Civiltà Europea. Si tratta di una crisi di senso e di significato, nel momento in cui la tecnica pare raccogliere i suoi maggiori successi. Scienza e tecnica forniscono sempre nuovi risultati, ma non sanno rispondere alle domande fondamentali che coinvolgono l'uomo e la sua esistenza nel mondo. La tecnica rivolge alle cose uno sguardo distaccato, freddo, che tende ad "oggettivizzare" anche il soggetto che guarda, rendendo l'uomo una cosa tra le cose.
Husserl ripropone con forza l'antitesi tecnica-filosofia, nei termini di alienazione-riappropriazione della ragione da parte dell'uomo.

#### La riflessione heideggeriana
Con Martin Heidegger abbiamo una profonda riflessione sulla tecnica. Sulla scia di Nietzsche, la tecnica è vista come l'esito destinale della civiltà Occidentale, dominata internamente dalla metafisica. L'esser-ci umano ha disimparato ad interrogarsi sul senso dell'essere, per volgersi al mondo degli enti, delle cose, che, prima che belle o vere, si mostrano già preliminarmente come "essere-alla-mano" (Zuhandenheit), nella luce della loro utilizzabilità. Man mano che procede la presa di possesso dell'ente da parte dell'Uomo, l'autentico senso del mondo, che Heidegger identifica con l'essere dell'ente, si ritira sullo sfondo fino a farsi del tutto dimenticare (Emerson dice che «ci furono offerte le opere e i giorni, e noi prendemmo le opere» e descrive l'allontanarsi dei Giorni). Infine l'essere si offre solamente come oggetto di manipolazione, ovvero nella luce della Volontà di potenza, che a Heidegger pare il culmine della metafisica, ed il momento in cui essa si risolve nella tecnica.
Nietzsche viene letto come colui che conclude la metafisica, mettendone a nudo l'essenza nichilistica. Anche sul piano della società la tecnica costituisce l'ultimo atto della metafisica, quando oramai il mondo, nella sua totalità, si identifica con ciò che può essere conosciuto, dominato ed utilizzato. Tale destino è nichilistico, ovvero si apre un'epoca dove “dell'essere non ne è più niente” (come notoriamente afferma Heidegger): si è dimenticato non solo il senso dell'essere, ma persino che tale senso è andato perduto; l'umanità occidentale ha dimenticato non solo la risposta, ma anche la domanda. Il dominio sull'ente si rivela come fine a se stesso, sprovvisto di un orizzonte o un senso più ampio entro cui essere iscritto. Nella successiva Lettera sull'umanesimo (1947) Heidegger lega l'affermarsi della tecnica a quello del dominio del soggetto, il cui senso recondito è la volontà di controllo totale sull'ente.
Successivamente Heidegger pare rivedere la propria posizione sulla tecnica: se quest'ultima è l'essenza del presente, tra le maglie del controllo totale sull'ente si dis-vela il senso dell'essere nell'epoca della tecnica. Il discorso di Heidegger ha ancora un taglio ontologico: la tecnica non viene vista solo nel suo rapporto con l'esserci, ma anche in se stessa come manifestazione-nascondimento dell'essere, e quindi come l'essenza stessa della nostra epoca in quanto epoché, sospensione nel darsi dell'essere. Quindi un'autentica (nel senso heideggeriano) interrogazione filosofica non può essere posta contro la tecnica, pena il precludersi del pensiero alla comprensione del senso dell'essere nell'epoca della tecnica. L'inquietudine che la tecnica moderna suscita nel filosofo viene positivamente assunta come "apertura al mistero dell'essere".

#### Emanuele Severino
Tra i prosecutori della riflessione heideggeriana sulla tecnica occorre nominare Emanuele Severino, il quale si muove all'interno della prospettiva ontologica e della distinzione essere-ente. La lettura dell'Occidente come nichilismo ed il tentativo di un pensiero post-metafisico sono esigenze condivise da molta filosofia contemporanea. In Severino queste istanze si legano strettamente al tema della tecnica.
Nel recente saggio sulla tecnica Severino scrive:
Tale progetto è totalizzante e totalitario, poiché tende a costituire come ente tecnico l'uomo stesso: «La civiltà della tecnica... si è già incamminata verso la produzione dell'uomo, della sua vita, corpo, sentimenti, rappresentazioni, ambiente, e della sua felicità ultima.»
L'aspetto totalizzante della tecnica va a costituire l'orizzonte ontologico entro cui qualsiasi azione, anche rivolta contro la tecnica, non può mai porsi comunque del tutto al di fuori di essa: «È all'interno di questo progetto produttivo-distruttivo che si realizza ogni preoccupazione mirante a non rendere disumana la civiltà della tecnica»

### Il secondo Novecento
La Scuola di Francoforte, con Max Horkheimer  e Theodor Adorno, porta allo scoperto la volontà di dominio e di sfruttamento che muove la Ragione illuministica portandola a piena realizzazione nella società capitalistica e ipertecnologica. In questo modo la lettura della tecnica come nichilismo viene ad unirsi ad una critica della società capitalistica che attinge a Marx e Freud. Ne L'uomo a una dimensione, fortunato best seller di Herbert Marcuse (1964), la tecnologia viene presentata come l'essenza totalitaria del capitalismo, che opera attraverso la manipolazione dei bisogni umani da parte del potere costituito. Così la tecnica, da sempre identificata con il progresso e trasformazione sociale, viene al contrario vista come strumento di conservazione dello status quo.
Su tutt'altro versante si pone il movimento cyberpunk il quale, a partire dagli anni ottanta, assume le tecnologie digitali e la realtà virtuale come "luoghi" di una possibile liberazione politica e sociale, come nuova agorà nella quale possano svilupparsi un pensiero ed una pratica sociale alternativi rispetto al sistema capitalistico: non più liberarsi dalla tecnica, ma attraverso di essa. In tal modo il movimento cyberpunk oltrepassa la alternativa tra tecnologia come alienazione/ come liberazione, proponendo una sorta di "iper-alienazione" la quale, in una sorta di rovesciamento dialettico, libererebbe l'uomo dall'alienazione medesima attraverso la tecnica. Di fatto, e al di là delle teorizzazioni di "guru digitali" come Nicholas Negroponte o William Gibson, la tecnologia digitale è oggi uno strumento elettivo del movimento no global, i cui membri comunicano tra loro ed imbastiscono iniziative sociali e politiche tramite il tam-tam di Internet, dei suoi blog e dei suoi gruppi di discussione. Viene così a realizzarsi nella pratica almeno una delle profezie del Sessantotto, la nascita di quei "gruppi informali in fusione" nei quali Sartre e il già citato Marcuse vedevano una alternativa veramente rivoluzionaria rispetto alla oramai obsoleta forma del partito politico.

#### Salvatore Natoli
Nel corso della sua storia l'animale uomo si è distinto dagli altri animali perché è stato in grado di adattare con la scienza e la tecnica le condizioni naturali ai suoi bisogni piuttosto che conformarsi all'ambiente dato. Scienza e tecnica quindi da sempre si sono sviluppate assieme ma dall'età illuminista e specialmente nell'Ottocento si è parlato soprattutto di progresso scientifico inaugurando con la riduzione della fatica nel lavoro, con la crescita del benessere, con la proroga della morte, una sorta di filosofia del progresso che aveva per protagonista la tecnica.
Ma se in passato la tecnica ha ridotto i rischi dell'esistenza ora è lei stessa a introdurre nuovi rischi alterando i processi naturali e creando conseguenze dannose forse reversibili solo ricorrendo ancora alla tecnica stessa che abbatte i limiti umani ma non li elimina poiché essa è sempre stata collegata alla necessità di superare il limite: senza di esso non sarebbe stata neppure concepibile.
Occorre quindi tornare a una riflessione sulla propria ﬁnitezza che nessun avanzamento della tecnica riuscirà mai a eliminare.